# Prince of Wales Range (Tasmanien)
Die Prince of Wales Range ist ein Gebirge im Südwesten des australischen Bundesstaates Tasmanien. Die Gebirgskette ist ein Teil der Great Dividing Range und befindet sich im Zentrum des Franklin-Gordon-Wild-Rivers-Nationalparks, nördlich des Lake Gordon.

## Wichtige Berge
Höchste Erhebung ist der zentral gelegene Mount Humboldt , 1069 m hoch. Weiter südwestlich befindet sich der Olegas Bluff mit 633 m Höhe, während sich nach Nordosten der Princes Peak (1029 m), der Diamond Peak (1066 m) und der Observation Peak (952 m) anschließen.

## Flüsse
Der Denison River fließt an der Südostflanke der Prince of Wales Range entlang. Das Erebus Rivulet und der Maxwell River begleiten es an seiner Nordwestflanke.